# Ethel Leginska
Ethel Leginska pseudonimo di Ethel Liggins (Hull, 13 aprile 1886 – Los Angeles, 26 febbraio 1970) è stata una musicista, compositrice e direttrice d'orchestra inglese.

## Biografia

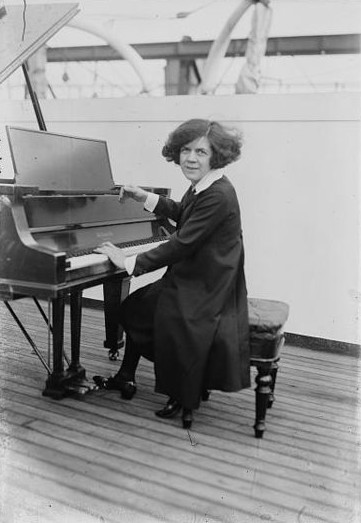
Ethel Leginska

Figlia di Thomas Liggins e di Annie Peck Liggins, che la incoraggiarono per lo studio del pianoforte. Il suo primo insegnante
fu McFarren e dall'età di sei anni si esibì in pubblico.
Ha perfezionato i suoi studi musicali al Conservatorio Hoch di Francoforte, sotto la guida del pianista olandese James Kwast (1852-1927), di Hans Pfitzner, di Percy Grainger, di Otto Klemperer e di Bernhard Sekles.
Successivamente, nel 1900, ha continuato i suoi studi a Vienna per tre anni con Teodor Leszetycki (egli stesso allievo di Czerny), dove ha approfondito le sue conoscenze di pianoforte.
Ha dato il suo primo concerto alla Queen's Hall di Londra all'età di sedici anni, sotto la direzione di Sir Henry Wood (1902).
Su consiglio della cantante Maud Warrender, famosa all'epoca, trasformò il suo nome con un suffisso slavo, Leginska; senza dubbio per ricordare i molti virtuosi della Polonia o della Russia. Manterrà quindi questo nome per tutta la vita.
Si mise in evidenza grazie ad una serie di concerti europei ed americani. Negli Stati Uniti fu allieva di Ernest Block e Goldmark.
Nel 1907, in Inghilterra, sposò Roy Emerson Whittern, che frequentò le lezioni di Leszetycki a Vienna nel 1904. Da questa unione nacque un figlio, Cedric (1908). Il marito gestì come manager la sua carriera per un paio di anni, ma la coppia si divise nel 1912 e divorziò nel 1916. 
Leginska si trasferì a Londra nel 1923 per studiare direzione d'orchestra con Goossens e negli anni successivi fu una delle prime donne a dirigere prestigiose orchestre quali la Conservatoire Orchestra a Parigi, la London Symphony a Londra, la Berliner Philharmoniker a Berlino, la New York Symphony alla Carnegie Hall di New York.
Nel 1926 ebbe problemi di salute, e dopo aver consultato i medici, decise di interrompere la sua carriera concertistica per concentrarsi principalmente su direzione e composizione.
Nel 1938, visse a Londra e Parigi dove insegnò, prima di stabilirsi definitivamente a Los Angeles nel 1939.
Lavorò come insegnante di pianoforte e tra i suoi studenti annoveriamo James Fields, Daniel Pollack e Bruce Sutherland.
Nel 1957 a Los Angeles, diede la prima della sua opera The Rose and the Ring, scritta in precedenza, nel 1932.
Tra le sue composizioni, si ricordano: musiche orchestrali (Beyond the Fields we know e Sujets Barbares), quartetti per archi e pianoforte, 4 Poems, 6 Nursery Rhymes, pezzi per pianoforte.